# Abutilon hirtum
Abutilon hirtum là một loài thực vật có hoa trong họ Cẩm quỳ. Loài này được (Lam.) Sweet mô tả khoa học đầu tiên năm 1826.